# SC Cambuur-Leeuwarden in het seizoen 2009/10
Deze pagina geeft informatie en diverse statistieken van voetbalclub SC Cambuur-Leeuwarden in het seizoen 2009/10.
Cambuur speelde dit seizoen in de Eerste divisie. Het was het 41e seizoen in de Eerste divisie. Alleen in de seizoenen 1992/93, 1993/94, 1998/99 en 1999/00 speelde Cambuur in de Eredivisie.
In de KNVB beker stroomde Cambuur in de tweede ronde in, waar het in Doetinchem Jong De Graafschap trof en door middel van een beschamende 1-0 nederlaag werd uitgeschakeld.
In de regulier competitie eindigde Cambuur op de tweede plaats, met tien punten achterstand op divisiekampioen De Graafschap. In de Play-offs was Cambuur in de eerste ronde vrij. In de tweede ronde trof Cambuur de nummer vijf van de competitie, Go Ahead Eagles. Na eerst uit met 2-0 te hebben verloren, werd thuis met 1-0 gewonnen, waardoor Cambuur uitgeschakeld was voor promotie/degradatie voetbal.

## Vorig seizoen
In het seizoen 2008/09 eindigde SC Cambuur-Leeuwarden op de derde plaats in de competitie en mocht deelnemen aan de Play-off wedstrijden. Uiteindelijk miste Cambuur promotie na de verloren strafschoppenserie in de laatste confrontatie in deze reeks tegen Eredivisionist Roda JC. In het bekertoernooi werd Cambuur in de 3e ronde uitgeschakeld door Sparta Rotterdam.

## A-selectie
Stanley Menzo begon als trainer van de A-selectie met de voorbereiding op het seizoen.

## Uitslagen

### Oefenwedstrijden
| Datum & tijd | Thuis                                     | Uit                  | Uitslag | Doelpuntenmaker(s) |
| ------------ | ----------------------------------------- | -------------------- | ------- | --- |
| 03/07, 19:00 | VV DTD                                    | SC Cambuur           | 2-13    | Ruud ter Heide 3×, Jeffrey de Visscher 3×, Nassir Maachi 2×, Paul Bergtop, Kévin Diaz, Sandor van der Heide, Bob Schepers, Oguzhan Türk |
| 04/07, 19:00 | Sparta '59                                | SC Cambuur           | 0-9     | Nassir Maachi 2×, Rence van der Wal 2×, Robert van Boxel, Danny Guijt, Ruud ter Heide, Dave Huymans, Mark de Vries                      |
| 10/07, 19:00 | CVV Blauw Wit '34                         | SC Cambuur           | 0-10    | Nassir Maachi 5×, Ruud ter Heide 2×, Sandor van der Heide, Bob Schepers, Nadjim Haroun (testspeler)                                     |
| 11/07, 19:00 | SC Berlikum                               | SC Cambuur           | 1-12    | Dave Huymans 3×, Rence van der Wal 3×, Kévin Diaz, Ruud ter Heide, Nassir Maachi, Dennis van der Ree, Bob Schepers, Oguzhan Türk        |
| 15/07, 19:00 | SC Cambuur (veld: de Hertgang)            | Hartlepool United FC | 4-2     | Sandor van der Heide 2×, Ruud ter Heide, Nassir Maachi                                                                                  |
| 23/07, 19:30 | Helders voetbalelftal (Maritiem Toernooi) | SC Cambuur           | 1-1*    | Sandor van der Heide * Cambuur wint de strafschoppen (2-4)                                                                              |
| 25/07, 17:30 | Willem II (Maritiem Toernooi)             | SC Cambuur           | 6-0*    | ... * Willem II wint ook de strafschoppen (5-4)                                                                                         |
| 30/07, 19:00 | SC Cambuur                                | Racing de Santander  | 0-5     | ... |

### Competitie
| #              | Datum          | Toesch. (thuis) | Thuis           | Uit             | Uitslag        | Doelpunten (Cambuur) | Kaarten (Cambuur)                                         |
| Eerste periode | Eerste periode | Eerste periode  | Eerste periode  | Eerste periode  | Eerste periode | Eerste periode | Eerste periode                                            |
| -------------- | -------------- | --------------- | --------------- | --------------- | -------------- | --- | --------------------------------------------------------- |
| 1              | 07/08          | 8.329           | SC Cambuur      | De Graafschap   | 1-1            | 39' (s) De Visscher | 25' Guijt                                                 |
| 2              | 14/08          |                 | Helmond Sport   | SC Cambuur      | 2-4            | 6' De Visscher, 59' Hese, 69' Maachi, 77' Ter Heide                                                                        | 12' Beekmans, 47' Guijt, 68' Maachi                       |
| 3              | 21/08          | 8.377           | SC Cambuur      | MVV             | 1-1            | 16' Guijt | 39' Türk, 79' Ter Heide                                   |
| 4              | 24/08          |                 | FC Volendam     | SC Cambuur      | 2-2            | 65' Maachi, 83' Türk | 39' Türk, 62' Guijt, 22' Hese                             |
| 5              | 28/08          |                 | FC Den Bosch    | SC Cambuur      | 2-4            | 20' De Vries, 41' Diaz, 60' De Vries, 67' Türk                                                                             | 81' Türk                                                  |
| 6              | 04/09          | 8.283           | SC Cambuur      | HFC Haarlem     | 4-1 *          | 7' Maachi, 28' Guijt, 71' De Visscher, 86' De Vries                                                                        |                                                           |
| 7              | 11/09          |                 | Fortuna Sittard | SC Cambuur      | 1-2            | 33' Jansen, 64' De Vries                                                                                                   | 87' Türk                                                  |
| 8              | 18/09          |                 | FC Dordrecht    | SC Cambuur      | 2-3            | 35' Hese, 71' De Vries, 78' Maachi                                                                                         |                                                           |
| 9              | 25/09          | 9.164           | SC Cambuur      | RBC Roosendaal  | 1-1            | 35' (s) De Visscher | 39' Van de Ree                                            |
| Tweede periode |                |                 |                 |                 |                | |                                                           |
| 10             | 02/10          | 8.350           | SC Cambuur      | FC Eindhoven    | 3-1            | 13' Maachi, 27' Ter Heide, 90' Van der Heide                                                                               | 23' Guijt, 62' De Visscher                                |
| 11             | 09/10          |                 | BV Veendam      | SC Cambuur      | 2-2            | 7' De Visscher, 90' Van der Heide                                                                                          | 26' Beekmans, 44' Jansen, 86' Ter Heide                   |
| 12             | 16/10          |                 | Go Ahead Eagles | SC Cambuur      | 1-2            | 81' De Vries, 90+4' Türk                                                                                                   | 78' Türk                                                  |
| 13             | 23/10          | 9.750           | SC Cambuur      | FC Omniworld    | 4-2            | 6' De Vries, 16' De Vries, 34' Van der Heide, 60' De Visscher                                                              | 52' Rustenberg                                            |
| 14             | 30/10          |                 | AGOVV Apeldoorn | SC Cambuur      | 3-4            | 29' De Vries, 52' Türk, 75' De Vries, 77' Van Boxel                                                                        | 54' Guijt, 63' Jansen, 89' De Vries                       |
| 15             | 06/11          | 10.000          | SC Cambuur      | SBV Excelsior   | 1-2            | 51' Van der Heide | 37' Wau                                                   |
| 16             | 13/11          |                 | FC Oss          | SC Cambuur      | 4-5            | 6' De Vries, 9' Van der Heide, 58' Guijt, 70' Maachi, 81' Diaz                                                             |                                                           |
| 17             | 20/11          | 9.014           | SC Cambuur      | FC Emmen        | 1-0            | 61' Van der Heide | 69' Hese                                                  |
| 18             | 27/11          |                 | FC Zwolle       | SC Cambuur      | 1-0            | | 15' Van der Heide, 59' Rustenberg, 72' Türk, 82' Beekmans |
| Derde periode  |                |                 |                 |                 |                | |                                                           |
| 19             | 30/11          | 8.151           | SC Cambuur      | Telstar         | 1-1            | 82' De Vries | 57' Rustenberg, 70' Hese                                  |
| 20             | 04/12          | 9.364           | SC Cambuur      | Go Ahead Eagles | 0-0            | | 87' Wau                                                   |
| 21             | 12/12          |                 | FC Omniworld    | SC Cambuur      | 1-5            | 35' De Visscher, 50' Türk, 57' Maachi, 75' Beekmans, 90' Ter Heide                                                         | 53' Türk                                                  |
| 22             | 18/12          |                 | HFC Haarlem     | SC Cambuur      | 0-4 **         | 4' Huymans, 15' De Vries, 28' De Visscher, 42' De Vries                                                                    |                                                           |
| 23             | 14/01 01/03    | 7.742           | SC Cambuur      | Fortuna Sittard | 2-1            | 24' De Vries, 55' Van der Heide                                                                                            | Guijt, Rustenburg                                         |
| 24             | 22/01          | 8.267           | SC Cambuur      | BV Veendam      | 1-0            | 1' Ghoochannejhad |                                                           |
| 25             | 29/01          |                 | FC Eindhoven    | SC Cambuur      | 3-1            | 62' Hese | 86' Guijt                                                 |
| 26             | 05/02          | 8.053           | SC Cambuur      | AGOVV Apeldoorn | 1-1            | 45+2' Van der Heide | 12' Hese                                                  |
| 27             | 12/02 22/02    |                 | SBV Excelsior   | SC Cambuur      | 3-0            | | Rustenberg, Van Boxtel                                    |
| Vierde periode |                |                 |                 |                 |                | |                                                           |
| 28             | 19/02 29/03    | 8.044           | SC Cambuur      | FC Oss          | 8-1            | 21' Maachi, 23' De Vries, 30' De Vries, 55' De Vries, 59' Van der Heide, 75' Maachi, 77' Ghoochannejhad, 81' Van der Heide |                                                           |
| 29             | 26/02          |                 | FC Emmen        | SC Cambuur      | 2-4            | 6' (e.d.) Poldervaart, 18' Guijt, 67' Diaz, 90' Maachi                                                                     | 60' De Vries                                              |
| 30             | 05/03          | 8.345           | SC Cambuur      | FC Zwolle       | 3-0            | 59' Van der Heide, 87' Diaz, 90+2' De Visscher                                                                             | 12' Van Boxtel                                            |
| 31             | 08/03          |                 | De Graafschap   | SC Cambuur      | 3-0            | | 23' Rustenburg, 40' Hese, 28' Ghoochannejhad              |
| 32             | 12/03          | 8.620           | SC Cambuur      | FC Dordrecht    | 3-0            | 3' Maachi, 6' De Vries, 24' De Vries                                                                                       |                                                           |
| 33             | 19/03          |                 | Telstar         | SC Cambuur      | 1-2            | 78' Maachi, 83' De Vries                                                                                                   | 22' Maachi                                                |
| 34             | 26/03          | 8.545           | SC Cambuur      | FC Volendam     | 3-0            | 15' Maachi, 49' Maachi, 80' Van der Ree                                                                                    |                                                           |
| 35             | 02/04          |                 | MVV             | SC Cambuur      | 2-1            | 9' Guijt | 65' Maachi, 74' Türk, 5' Rustenburg                       |
| 36             | 09/04          | 9.044           | SC Cambuur      | FC Den Bosch    | 1-0            | 37' Maachi | 40' Diaz, 90+2' Van der Heide                             |
| 37             | 16/04          | 8.553           | SC Cambuur      | Helmond Sport   | 2-0            | 7' Maachi , 77' (e.d.) Joppen                                                                                              | 82' Maachi                                                |
| 38             | 23/04          |                 | RBC Roosendaal  | SC Cambuur      | 1-0            | |                                                           |
| Totaal         | Totaal         | 171.524 *       |                 |                 |                | 78 ** |                                                           |
| Gemiddeld      | Gemiddeld      | 9.027           |                 |                 |                | 2,16 |                                                           |

* De uitslag van de wedstrijd in de 1e periode tegen tijdens het seizoen failliet verklaarde HFC Haarlem bleef wel tellen voor de stand in de eerste periode.
* Inclusief de wedstrijd tegen HFC Haarlem
** Exclusief de wedstrijden tegen HFC Haarlem
** De uitslag van de wedstrijd in de 3e periode tegen HFC Haarlem telde niet mee voor de stand in deze periode.
** Beide uitslagen telden niet mee voor de eindstand in de Jupiler League 2009/10.
| Speler               |    |   |  |   |
| -------------------- | -- | - |  | - |
| Mark de Vries        | 19 | 2 |  |   |
| Nassir Maachi        | 16 | 4 |  |   |
| Sandor van der Heide | 11 | 2 |  |   |
| Jeffrey de Visscher  | 9  | 1 |  |   |
| Danny Guijt          | 5  | 7 |  |   |
| Oğuzhan Türk         | 5  | 8 |  |   |
| Kévin Diaz           | 4  | 1 |  |   |
| Ruud ter Heide       | 3  | 1 |  | 1 |
| Léon Hese            | 3  | 4 |  | 1 |
| Reza Ghoochannejhad  | 2  |   |  | 1 |
| Dave Huymans         | 1  |   |  |   |
| Dennis van der Ree   | 1  | 1 |  |   |
| Robert van Boxel     | 1  | 2 |  |   |
| Rudy Jansen          | 1  | 2 |  |   |
| Paul Beekmans        | 1  | 3 |  |   |
| Nuelson Wau          |    | 2 |  |   |
| Randy Rustenberg     |    | 6 |  | 1 |

| Periode | Positie | AW | W - G - V | Pnt | v-t   |
| ------- | ------- | -- | --------- | --- | ----- |
| 1e      | 2e      | 9  | 5 - 4 - 0 | 19  | 22-13 |
| 2e      | 3e      | 9  | 6 - 1 - 2 | 19  | 22-16 |
| 3e      | 9e      | 8* | 3 - 3 - 2 | 12  | 11-10 |
| 4e      | 2e      | 8* | 6 - 0 - 2 | 18  | 24-9  |

### Eindstand
| №  | Club            | WG | W  | G  | V  | DV | DT | +/– | Punten |
| -- | --------------- | -- | -- | -- | -- | -- | -- | --- | ------ |
|    | De Graafschap   | 36 | 25 | 6  | 5  | 85 | 34 | +51 | 81     |
| 2  | SC Cambuur      | 36 | 21 | 8  | 7  | 78 | 48 | +30 | 71     |
| 3  | Excelsior       | 36 | 20 | 5  | 11 | 77 | 49 | +28 | 65     |
| 4  | FC Zwolle       | 36 | 19 | 8  | 9  | 59 | 37 | +22 | 65     |
| 5  | Go Ahead Eagles | 36 | 18 | 9  | 9  | 53 | 33 | +20 | 63     |
| 6  | AGOVV Apeldoorn | 36 | 16 | 9  | 11 | 63 | 52 | +11 | 55     |
| 7  | FC Den Bosch    | 36 | 14 | 12 | 10 | 66 | 54 | +12 | 54     |
| 8  | Helmond Sport   | 36 | 16 | 6  | 14 | 63 | 53 | +10 | 54     |
| 9  | BV Veendam      | 36 | 14 | 11 | 11 | 58 | 49 | +9  | 52     |
| 10 | MVV             | 36 | 14 | 7  | 15 | 59 | 67 | –8  | 49     |
| 11 | RBC Roosendaal  | 36 | 12 | 10 | 14 | 46 | 52 | –6  | 46     |
| 12 | FC Eindhoven    | 36 | 13 | 7  | 16 | 63 | 81 | –18 | 46     |
| 13 | FC Dordrecht    | 36 | 13 | 4  | 19 | 54 | 59 | –5  | 43     |
| 14 | FC Omniworld    | 36 | 11 | 7  | 18 | 40 | 65 | –25 | 40     |
| 15 | FC Emmen        | 36 | 10 | 8  | 18 | 51 | 79 | –28 | 38     |
| 16 | FC Volendam     | 36 | 8  | 11 | 17 | 61 | 81 | –20 | 35     |
| 17 | Fortuna Sittard | 36 | 7  | 9  | 20 | 31 | 57 | –26 | 30     |
| 18 | Telstar         | 36 | 7  | 8  | 21 | 45 | 66 | –21 | 29     |
| 19 | FC Oss          | 36 | 6  | 11 | 19 | 42 | 78 | –36 | 29     |
| -- | HFC Haarlem     | 23 | 3  | 4  | 16 | 26 | 61 | –35 | 12     |

### Nacompetitie
| PO | Datum | Toesch. (thuis) | Thuis           | Uit             | Uitslag | Doelpunten (Cambuur)                 | Kaarten (Cambuur)                                        |
| -- | ----- | --------------- | --------------- | --------------- | ------- | ------------------------------------ | -------------------------------------------------------- |
| 2  | 06/05 |                 | Go Ahead Eagles | SC Cambuur      | 2-0     | (1-0; e.d. Van Boxtel in 27e minuut) | 26' Hese, 41' Van der Heide, 42' Maachi, 40' De Visscher |
| 2  | 09/05 | 10.000          | SC Cambuur      | Go Ahead Eagles | 1-0     | 11' De Vries                         |                                                          |

### KNVB beker
| Datum | Ronde | Thuis              | Uit        | Uitslag | Info |
| ----- | ----- | ------------------ | ---------- | ------- | ---- |
| 22/09 | 2e    | Jong De Graafschap | SC Cambuur | 1-0     |      |